# 第十七届超级碗
第十七届超级碗（Super Bowl XVII）是美国国家橄榄球联盟1982赛季的总决赛，由美联冠军迈阿密海豚队对阵国联冠军华盛顿红皮队。比赛于1983年1月30日在帕萨迪纳的玫瑰碗体育场举行。
最终，华盛顿红皮队以27-17战胜迈阿密海豚队，第一次夺得超级碗冠军。跑卫约翰·里金斯（John Riggins）获得最有价值球员称号。